# لويز أوبراين
لويز أوبراين (بالإنجليزية: Louise O'Brien)‏ هي مغنية أمريكية، ولدت في 1928 في تلسا في الولايات المتحدة، وتوفيت في 25 يناير 2016 في نيويورك في الولايات المتحدة.

## وصلات خارجية
- لويز أوبراين على موقع IMDb (الإنجليزية)